# Molippa
Molippa is een geslacht van vlinders uit de familie nachtpauwogen (Saturniidae). De wetenschappelijke naam is voor het eerst gepubliceerd in 1855 door Francis Walker.
De typesoort van het geslacht is Molippa sabina Walker, 1855.

## Synoniemen
- Rhodormiscodes Packard, 1903
  - Typesoort: Dirphia rosea Druce, 1886
- Prodirphia Bouvier, 1928
  - Typesoort: Hemileuca strigosa Maassen, 1885

## Soorten
- M. amazonica Bouvier, 1930
- M. azuelensis Lemaire, 1976
- M. basina Maassen & Weyding, 1885
- M. basinoides Bouvier, 1926
- M. bertrandi Lemaire, 1982
- M. bertrandoides Brechlin & Meister, 2008
- M. bertranjunensis
- M. binasa (Schaus, 1924)
- M. boliviana Bouvier, 1930
- M. convergens (Walker, 1855)
- M. coracoralinae Lemaire & Tangerini, 2002
- M. cruenta (Walker, 1855)
- M. denhezi Lemaire, 1969
- M. eophila (Dognin, 1908)
- M. flavocrinata Mabille, 1896
- M. flavodiosiana
- M. flavopiurica
- M. flavotegana
- M. intermediata
- M. kohlli
- M. larensis Lemaire, 1972
- M. latemedia (Druce, 1890)
- M. luzalessarum Naumann,Brosch & Wenczel, 2005
- M. malyi
- M. nibasa Maassen & Weyding, 1885
- M. ninfa (Schaus, 1921)
- M. ninfaustralica
- M. pearsoni Lemaire, 1982
- M. pilarae Naumann, Brosch, Wenczel & Bottger, 2005
- M. placida (Schaus, 1921)
- M. rivulosa Cramer, 1777
- M. rosea (Druce, 1886)
- M. sabina Walker, 1855
- M. simillima Jones, 1907
- M. sinyaevorum
- M. strigosa (Maassen & Weyding, 1885)
- M. superba (Burmeister, 1878)
- M. tangerinii Lemaire, 1977
- M. tusina (Schaus, 1921)
- M. wenczeli
- M. wittmeri Lemaire, 1976